# François-Timoléon de Choisy
François-Timoléon, Abbé de Choisy (* 2. Oktober 1644 in Paris; † 2. Oktober 1724) war ein französischer Schriftsteller.

## Leben
François-Timoléon wurde als Sohn eines Hausangestellten des Herzogs von Orléans geboren. Seine Mutter stand Anna von Österreich nahe und wurde oft von König Ludwig XIV. als Unterhalterin an den Hof gerufen. Bis zu seinem achtzehnten Lebensjahr trug er wegen eines Spleens seiner Mutter Mädchenkleidung, die er danach für kurze Zeit gegen Kostüme der Männer tauschte. Madame de Lafayette gab ihm den wohl nicht ganz ernstgemeinten Rat, wieder auf Frauenkleider umzusteigen, was er auch tat. Er entzückte das Publikum bei Hofe mit seinen höchst extravaganten Aufmachungen, bis er von Charles de Sainte-Maure, Herzog de Montausier, öffentlich dafür getadelt wurde.
Noch als Kind wurde François-Timoléon Geistlicher und musste sich später auf seine Pfründe bei Sainte-Seine in Burgund zurückziehen, als ihm infolge seines extravaganten Lebensstils das Geld ausging. Unter seinen neuen Nachbarn befand sich mit dem Baron Bussy ein verwandter Geist. Im Gefolge des Kardinals von Bouillon reiste er 1676 nach Rom. Als er anschließend schwer erkrankte, wandte er sich unvermittelt der Religion zu.
Als Abbé de Choisy begleitete er Chevalier de Chaumont 1685 nach Siam, wo dieser als Gesandter von Ludwig XIV. am Hofe von König Narai wirken sollte. Er empfing die Priesterweihe und wurde wiederholt befördert, so 1689 zum Prior in Saint-Benoît-du-Sault. Bereits 1687 hat ihn die Académie Française aufgenommen.

## Werk
De Choisy verfasste eine Reihe von historischen und religiösen Werken, so unter anderem:
- Quatre dialogues sur l’immortalité de l’âme .... (1684), zusammen mit Abbé Dangeau, worin seine Konvertierung erklärt wird.
- Traduction de l’Imitation de Jesus-Christ. 1692.
- Histoire de France sous les règnes de Saint Louis ... de Charles V et Charles VI. 5 Bände. 1688–1695.
- Histoire de l’Église. 11 Bände. 1703–1723.